# 布瓦让
布瓦让（法語：Boisjean，法語發音：[bwaʒɑ̃]）是法国上法蘭西大區加来海峡省的一个市镇，属于蒙特勒伊区。

## 地理
布瓦让（50°24'23"N, 1°46'3"E）面积12.74 平方千米，位于法国上法蘭西大區加来海峡省，该省份为法国北部沿海省份，西北濒北海，南至索姆省，东临北部省。
与布瓦让接壤的市镇（或旧市镇、城区）包括：埃屈尔、莱皮讷、曼特奈、鲁桑、瓦伊博康、博姆里圣马丹、布里默、比尔勒塞克、康帕涅莱塞丹。

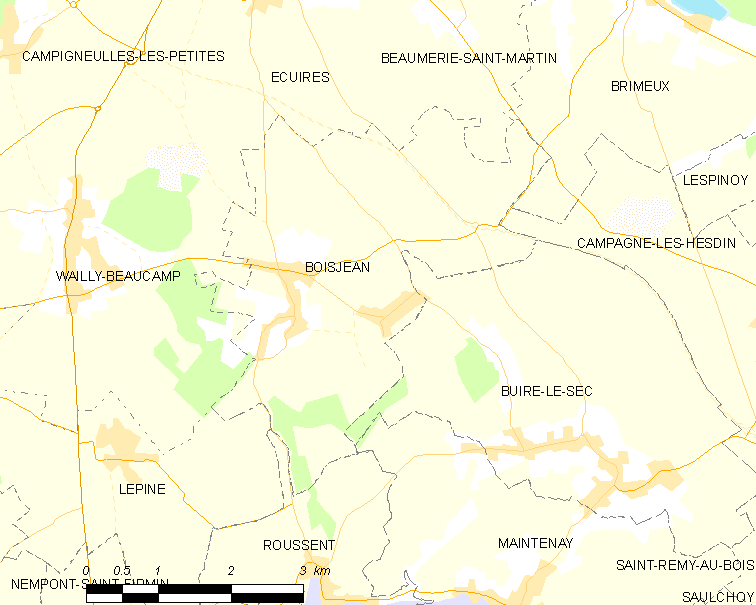
布瓦让的OSM定位图

布瓦让的时区为UTC+01:00、UTC+02:00（夏令时）。

## 行政
布瓦让的邮政编码为62170，INSEE市镇编码为62150。

## 政治
布瓦让所属的省级选区为欧克西堡县。

## 人口

1962-2008年间布瓦让人口变化图示

布瓦让于2022年1月1日时的人口数量为513人。